# Рафаель Соуто
Рафаель Анхель Соуто Кастро (ісп. Rafael Ángel Souto Castro, нар. 24 жовтня 1929, Монтевідео) — уругвайський футболіст, що грав на позиції нападника, зокрема, за клуби «Насьйональ» та «Атлетіко», а також національну збірну Уругваю.
Чемпіон Уругваю.

## Клубна кар'єра
У футболі дебютував 1952 року виступами за команду «Насьйональ», в якій провів два сезони. 
1954 року перейшов до клубу «Атлетіко», за який відіграв 2 сезони. Завершив професійну кар'єру футболіста виступами за команду «Депортіво» у 1959 році.

## Виступи за збірну
1953 року дебютував в офіційних матчах у складі національної збірної Уругваю. Протягом кар'єри у національній команді провів у її формі 6 матчів, за іншими даними — 8.
У складі збірної був учасником:
чемпіонату Південної Америки 1953 року у Перу, на якому команда здобула бронзові нагороди;
чемпіонату світу 1954 року у Швейцарії, де зіграв в матчі за третє місце з Австрією (1-3).

## Титули і досягнення
- Чемпіон Уругваю (1):

«Насьйональ»: 1952
- Бронзовий призер Чемпіонату Південної Америки: 1953